# Alfentanil
Alfentanil è un potente oppioide sintetico OP3 mu-agonista di breve durata d'azione analgesica, scoperto nella Janssen Pharmaceutica nel 1976. È utilizzato per l'anestesia in chirurgia.
Si tratta di un derivato del fentanyl con circa 1/10 della sua potenza e circa 1/3 della sua durata di azione ma con una velocità 5 volte superiore.
Mentre l'alfentanil tende a provocare meno complicazioni cardiovascolari rispetto ad altri farmaci simili come il fentanyl e il remifentanil, questo farmaco tende a provocare una forte depressione respiratoria e quindi il suo impiego richiede un attento monitoraggio dei segni vitali e di respirazione. L'alfentanil è somministrato per via parenterale (iniezione) che permette di ottenere una rapida insorgenza degli effetti e di controllare precisamente il dosaggio.

## Farmacologia

### Indicazione d'uso
Principalmente impiegato per il controllo del dolore postoperatorio e il mantenimento dell'anestesia generale.

### Farmacodinamica
L'alfentanil è un analgesico oppioide sintetico che Interagisce principalmente con i recettori mu degli oppioidi. Questi siti di legame mu sono distribuiti in modo specifico nel cervello umano, nel midollo spinale e in altri tessuti. In ambito clinico, l'alfentanil esercita i suoi principali effetti farmacologici sul sistema nervoso centrale. Le sue azioni terapeutiche principali sono l'analgesia e la sedazione. L'alfentanil può aumentare la tolleranza del paziente al dolore e diminuire la percezione della sofferenza, sebbene la presenza del dolore stesso possa ancora essere riconosciuta. Oltre all'analgesia, possono comunemente verificarsi alterazioni dell'umore, euforia e disforia, e sonnolenza. L'alfentanil deprime i centri respiratori, sopprime il riflesso della tosse e restringe le pupille.

### Meccanismo d'azione
I recettori degli oppioidi sono accoppiati con recettori di proteine G e agiscono come regolatori positivi e negativi della trasmissione sinaptica tramite proteine G che attivano proteine effettori. Il legame dell'oppiaceo stimola lo scambio di GTP con GDP sul complesso di proteine G. Poiché il sistema effettore è l'adenilato ciclasi e il cAMP localizzati sulla superficie interna della membrana plasmatica, gli oppioidi diminuiscono il cAMP intracellulare inibendo l'adenilato ciclasi. Di conseguenza, viene inibita la liberazione di neurotrasmettitori nocicettivi come la sostanza P, il GABA, la dopamina, l'acetilcolina e la noradrenalina. Gli oppioidi inibiscono anche la liberazione di vasopressina, somatostatina, insulina e glucagone. L'attività analgesica dell'alfentanil è dovuta alla sua somiglianza chimica con il Fentanyl ed altre molecole fenilpiperidiniche. Gli oppioidi chiudono i canali del calcio operati dal voltaggio di tipo N (agonisti del recettore OP2) e aprono i canali del potassio dipendenti dal calcio (agonisti dei recettori OP3 e OP1). Ciò provoca iperpolarizzazione e ridotta eccitabilità neuronale.

### Effetti collaterali
Gli effetti collaterali sono simili se non identici a quelli degli altri oppioidi. Sonnolenza, vomito, costipazione, mal di stomaco, instabilità e confusione, secchezza della bocca, sudorazione. L'alfentanil, non deve essere somministrato in caso di allergia a alfentanil, morfina, codeina, idrocodone (ad esempio, "Vicodin"), idromorfone (ad esempio, "Jurnista"), ossicodone (per esempio, "Oxycontin"), ossimorfone (Numorphan), o qualsiasi altro farmaco oppioide; inoltre non deve essere assunto in concomitanza con farmaci antidepressivi, sedativi, sonniferi, tranquillanti e vitamine. Alfentanil tende a causare meno complicazioni cardiovascolari rispetto ad altri farmaci simili come il fentanil e il remifentanil, ma causa una depressione respiratoria più forte e quindi richiede un attento monitoraggio della respirazione e dei segni vitali, specialmente se il paziente ha o ha avuto problemi a reni, fegato, cuore, o malattie della tiroide, convulsioni, asma, bronchite o altre malattie respiratorie. Anche in caso di gravidanza è richiesto un controllo medico. Infine il farmaco non dovrebbe essere assunto in concomitanza con alcool, benzodiazepine, antiepilettici Pregabalin Gabapentin Rivotril perché possono facilitare l'insorgenza della depressione respiratoria grave con conseguente arresto cardiorespiratorio. L'Alfentanil può causare sonnolenza, alterando la capacità di attenzione, fattore da tenere in considerazione durante la guida di autoveicoli o l'uso di macchinari pericolosi.